# Charles Waterton

Charles Waterton, Porträt von Charles Willson Peale, 1824, National Portrait Gallery, London

Charles Waterton (* 3. Juni 1782; † 27. Mai 1865) war ein englischer Naturforscher, Plantagenaufseher und Entdecker, der durch seine Pionierarbeit auf dem Gebiet des Naturschutzes bekannt wurde.

## Familie und Religion
Waterton war ein römisch-katholischer Landadliger (Gentry) aus der Familie von Reiner de Waterton. Die Watertons waren nach der Englischen Reformation Katholiken geblieben und der größte Teil ihrer Ländereien war daraufhin konfisziert worden. Charles Waterton selbst war ein frommer und asketischer Katholik und unterhielt enge Verbindungen mit dem Vatikan.

## Leben

### Jugend
„Squire“ Waterton wurde in Walton Hall, Wakefield, Yorkshire, geboren. Seine Eltern waren Thomas Waterton und Anne Bedingfield.
Er erhielt seine Ausbildung am Stonyhurst College in Lancashire, wo sein Interesse für Entdeckung und die Natur bereits offensichtlich waren. Einmal wurde er vom Superior der Schule, einem Jesuiten, erwischt, wie er die Türme am Gebäudeeingang erklomm; er war schon fast oben, als der Superior ihm befahl, auf demselben Wege wieder herunterzuklettern, wie er hinaufgekommen war. Waterton erzählt in seiner Autobiographie über seine Zeit an der Schule: „In gegenseitigem Einvernehmen war ich als Rattenfänger der Einrichtung sowie als Fuchsjäger, Foumart-Killer und Armbrustschütze eingesetzt in der Zeit, wenn die jungen Saatkrähen flügge wurden. … Ich folgte meiner Berufung mit großem Erfolg. Das Ungeziefer verschwand dutzendweise. Die Bücher wurden moderat durchgeblättert; und nach meiner Wahrnehmung der Dinge lief alles perfekt richtig.“

### Südamerika
1804 reiste er nach British Guiana, um die Plantagen mit den Sklaven seines Onkels bei Georgetown zu übernehmen. 1812 begann er das Hinterland der Kolonie zu erforschen. Bis 1824 unternahm er vier Reisen und erreichte das portugiesische Brasilien. Dabei wanderte er in der Regenzeit barfuß. Er beschrieb seine Entdeckungen in seinem Buch Waterton’s Wanderings in South America. Das Buch war Inspiration für britische Schuljungen wie Charles Darwin und Alfred Russel Wallace. Seine Berichte widerlegten endgültig Walter Raleighs Mythos vom Lake Parime. Er vermutete, dass die saisonalen Überschwemmungen der Rupununi-Savanne fälschlich als See interpretiert worden waren.
Waterton war ein fähiger Präparator (taxidermist) und präparierte viele der Tiere, die er auf seinen Expeditionen entdeckte. Er verwendete eine einzigartige Methode der Taxidermie. Er tränkte die Exemplare in seinem sogenannten „sublimate of mercury“ (Quecksilber-Sublimat). Im Gegensatz zu vielen anderen ausgestopften („stuffed“) Tieren sind seine Specimen hohl und lebensecht. Er zeigte dabei oft auch seinen anarchischen Humor in einigen seiner Präparate: Ein (heute verlorenes) Tableau bestand aus Reptilien, die gekleidet waren wie berühmte englische Protestanten, und hatte den Titel The English Reformation Zoologically Demonstrated („Die englische Reformation zoologisch dargestellt“). Ein anderes Präparat war das Hinterteil eines Brüllaffen, das er in ein beinahe menschliches Gesicht verwandelte und es einfach als Das Unauffällige („The Nondescript“) beschriftete. Dieses Präparat wird noch heute im Wakefield Museum ausgestellt, zusammen mit anderen Stücken aus Watertons Sammlung.
Während er in Britisch-Guiana lebte, lehrte Waterton seine Fähigkeiten einen der Sklaven seines Onkels, John Edmonstone. Edmonstone, der später freigelassen wurde und Taxidermie in Edinburgh praktizierte, unterrichtete wiederum den jugendlichen Darwin.
Waterton wird auch die Einführung des Betäubungsmittels Curare wourali nach Europa zugeschrieben. In London, vor den Fellows der Royal Society, betäubte er mehrere Tiere, einschließlich einer Katze und einer Eselin, mit seinem wourali [curare]. Dann weckte er die Eselin mit einem Blasebalg. Daraufhin wurde die Eselin „Wouralia“ benannt und lebte noch Jahre lang in Walton Hall.

## Walton Hall
In den 1820er-Jahren kehrte Waterton nach Walton Hall zurück und baute eine drei Meter hohe Mauer (9 ft) mit einer Länge von 3 mi (5 km) rund um sein Anwesen und verwandelte es in das erste Entenvögel- und Nature Reserve. Damit war er einer der ersten Naturschützer weltweit. Er erfand auch den Nistkasten. Die Waterton Collection war bis 1966 im Stonyhurst College untergebracht und befindet sich heute im Wakefield Museum.
Waterton hatte einen Hund, der für die Rasse des heutigen English Mastiff bedeutend war und wahrscheinlich am Anfang aller Stammbäume der heute lebenden Hunde dieser Rasse steht. Waterton wurde im Gründungsjahr 1822 als Ehrenmitglied der Yorkshire Philosophical Society aufgenommen.
Am 11. Mai 1829, im Alter von 47 Jahren, heiratete Waterton die 17-jährige Anne Edmonstone, die Enkelin eines Arawak. Seine Frau starb kurz nach der Geburt ihres Sohnes Edmund mit nur 18 Jahren. Nach ihrem Tod schlief Waterton auf dem Boden mit einem Holzklotz als Kissen, „als selbstauferlegte Buße für ihre Seele“ („as self-inflicted penance for her soul!“).
Waterton war ein früher Gegner von Umweltverschmutzung. Er focht einen langwierigen Prozess gegen die Eigentümer eines Seifenwerks, das 1839 in der Nähe seiner Ländereien eröffnet worden war und giftige Chemikalien ausstieß, die die Bäume im Park schädigten und den See verschmutzten. Er war letztlich erfolgreich und das Seifenwerk wurde verlegt.

## Tod
Waterton starb am 27. Mai 1865 nach einem Sturz mit gebrochenen Rippen an einer Leberverletzung. Sein Sarg wurde vom Landhaus mit einem Boot zu seinem ausgewählten Begräbnisplatz gebracht, in der Nähe der Stelle, wo sich der Unfall ereignet hatte. Der Leichenzug wurde vom Bischof von Beverley angeführt und von zahlreichen Menschen begleitet. Das Grab lag zwischen zwei Eichenbäumen, die nicht mehr vorhanden sind.

## Angebliche Exzentrik
Zahlreiche Anekdoten werden von Charles Waterton erzählt, von denen nur wenige nachweisbar sind. Einige dokumentierte Anekdoten sind:
- Er „kleidete sich gerne wie eine Vogelscheuche und setzte sich in die Bäume“ („liked to dress as a scarecrow and sit in trees“).[13]
- Er gab vor, sein eigener Butler zu sein, und dann kitzelte er seine Gäste mit einer Kohlenbürste.[14]
- Er erkletterte hohe Bäume, um Nestlinge von Reihern wieder ins Nest zu setzen, die bei einem Sturm aus dem Nest gefallen waren.[14]
- Er spielte den Hund und biss seine Gäste in die Beine.[14]
- Immer, wenn er krank war, ließ er sich heftig schröpfen „um alles zu behandeln, von Rückenschmerzen bis hin zu Malaria“.[15][16]

## Vermächtnis
Waterton ist hauptsächlich bekannt dafür, dass er Curare bekannt gemacht hat, sowie für seine Schriften zu Naturgeschichte und Naturschutz. David Attenborough beschrieb ihn als „einen der ersten Menschen überhaupt, der nicht nur erkannte, dass die natürliche Welt von großer Wichtigkeit ist, sondern auch, dass die Natur Schutz benötigt, da die Menschheit mehr und mehr von ihr fordert.“
Watertons Anwesen, Walton Hall, welches man als Fußgänger nur über eine Brücke auf dessen eigener Insel erreichen kann, ist heute das Hauptgebäude eines Hotels. Ein Golfplatz liegt in der Umgebung und es gibt verschiedene öffentliche Spazierwege. Einige davon führen zum Naturschutzgebiet Anglers Country Park.
Waterton Lakes in Alberta, Kanada, heute Waterton Lakes National Park, wurde von Thomas Blakiston 1858 nach Charles Waterton benannt. Eine Straße in Wakefield und eine Schule sind ebenfalls nach ihm benannt.

## Bibliographie
- Charles Waterton: Wanderings in South America, the North-West of the United States, and the Antilles, in the years 1812, 1816, 1820 and 1824: with original instructions for the perfect preservation of birds, &c. for Cabinets of Natural History. Printed for J. Mawman, London 1825. archive.org[18]
  - 2nd edition. Printed for B. Fellowes, London 1828.
  - 5th edition. B. Fellowes, London 1852.
  - edition. ed. Rev. J.G. Wood. MacMillan and Co. With a biographical introduction by J.G. Wood. London 1882.
  - edition. Cassell & Co. Ltd. With an introduction by Norman Moore, M.D. (S. 5–34) New York 1887.
  - edition. J.M. Dent & Sons, Ltd. / E.P. Dutton & Co. Inc. (Everyman Library edition) With an introduction by Edmund Selous. London / New York 1925.
- Charles Waterton: Essays on natural history, chiefly ornithology: With an autobiography of the author, and a view of Walton Hall. Longman, Orme, Brown, Green, & Longmans, London 1838. biodiversitylibrary.org[19][20]
  - 3rd edition. Longman, Orme, Brown, Green & Longmans, London 1839.
  - 5th edition. Longman, Brown, Green & Longmans, London 1844.
- Charles Waterton: Essays on natural history, chiefly ornithology: 2nd series. With a continuation of the autobiography of the author. Longman, Brown, Green, & Longmans, London 1844. biodiversitylibrary.org